# Saprosites difficilis
Saprosites difficilis är en skalbaggsart som beskrevs av Edgar von Harold 1877. Saprosites difficilis ingår i släktet Saprosites och familjen Aphodiidae. Inga underarter finns listade i Catalogue of Life.